# Dorylus niarembensis
Dorylus niarembensis é uma espécie de formiga do gênero Dorylus.